# Wetstraat 16

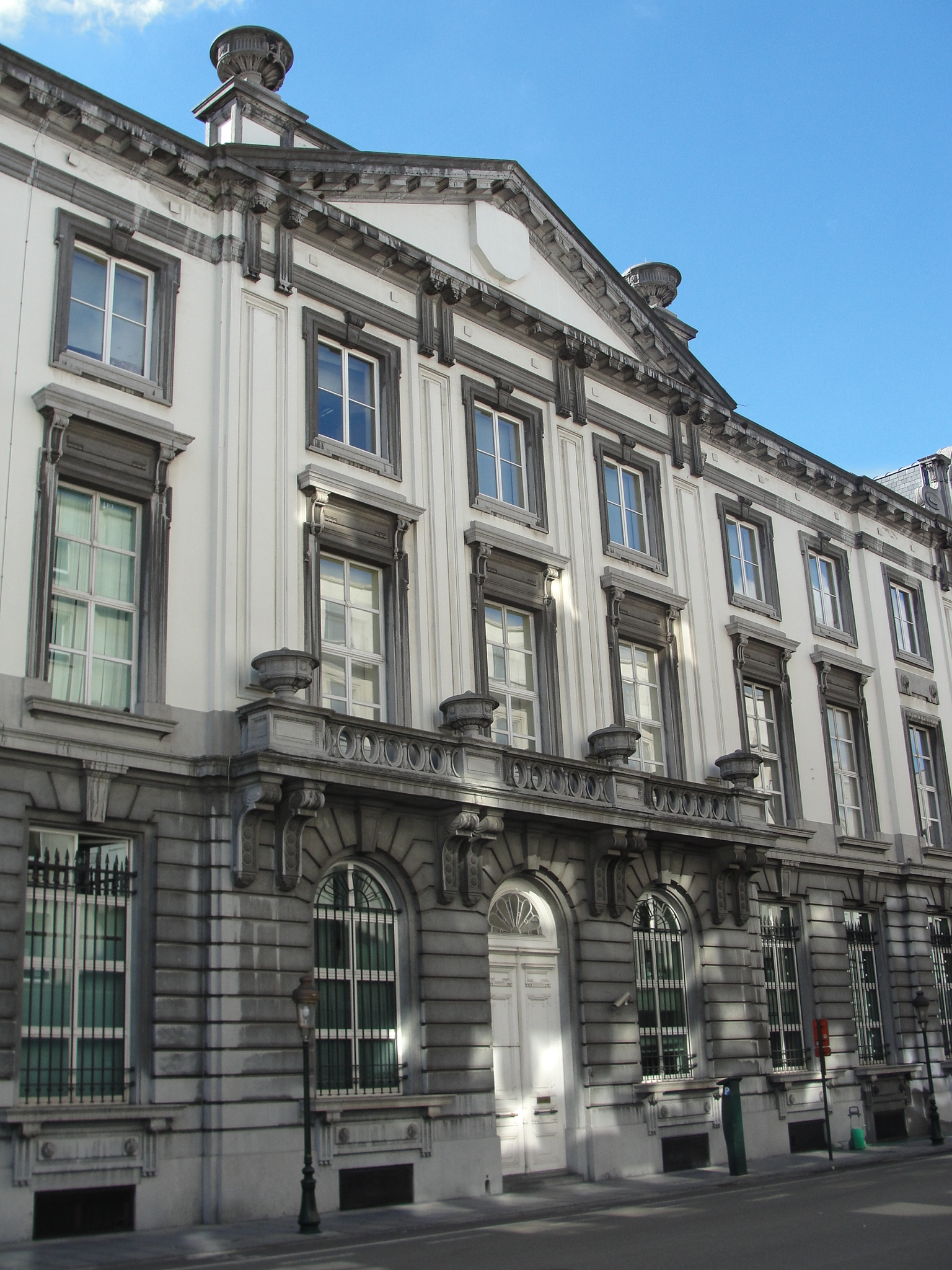
Ingang langs de Hertogsstraat 5

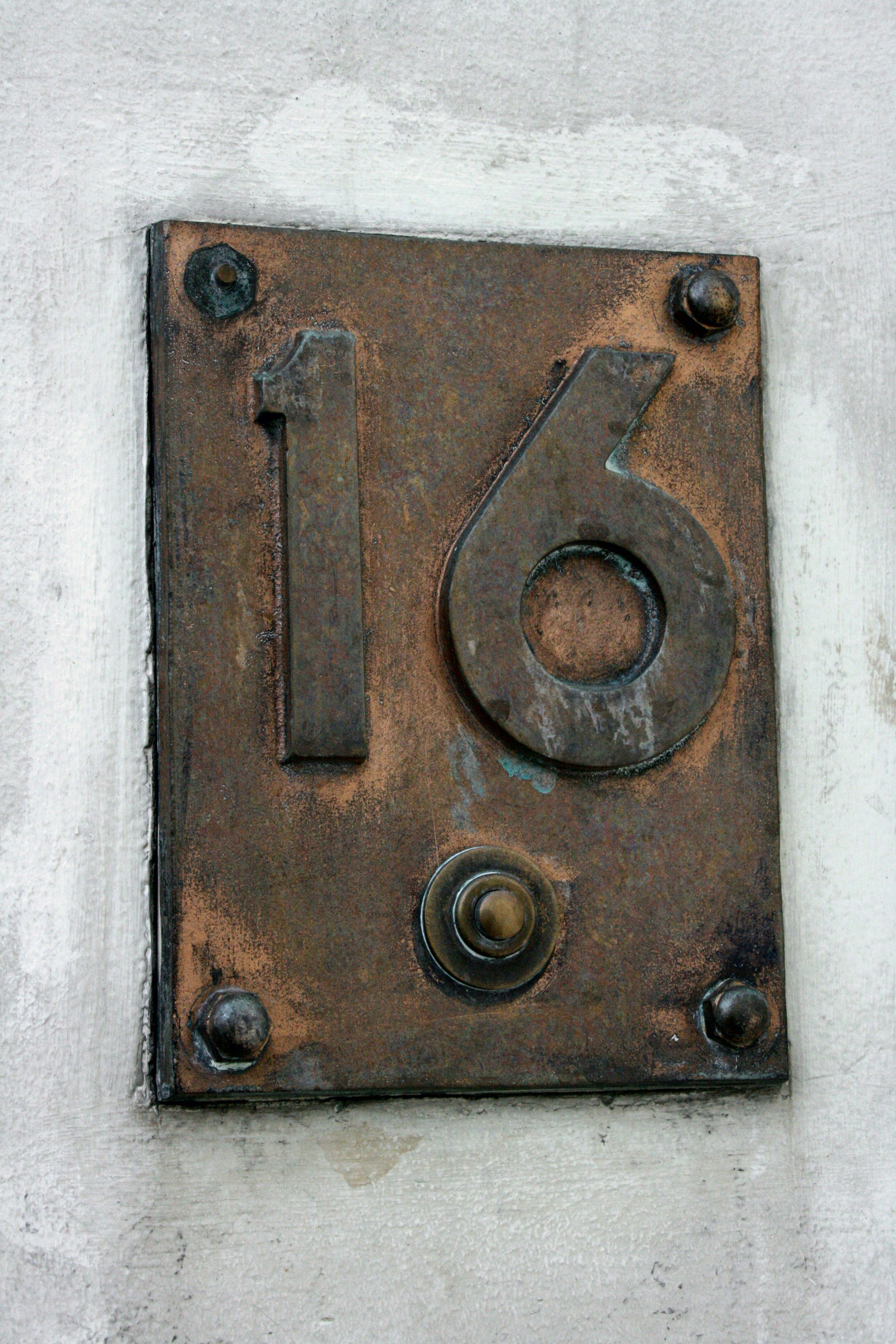
Deurbel Wetstraat 16

De Wetstraat 16 is het adres van het kantoor van de premier van België en huisvest diens Kabinet en Kanselarij. Dit gebouw vormt dus het zenuwcentrum van de Belgische politiek. Het onderhoud ervan valt onder de bevoegdheid van de Regie der Gebouwen.

## Geschiedenis
Tussen 1782 en 1784 werd het gebouw opgetrokken, tegenover het Warandepark en naast het Federale Parlement, naar het ontwerp van de Belgisch-Oostenrijkse architect Louis Joseph Montoyer. Het gebouw werd oorspronkelijk gebruikt als refuge voor de Sint-Geertrui-abdij in Leuven. Nadien, ten tijde van het Verenigd Koninkrijk der Nederlanden (1815-1830), werd het gebruikt om het ministerie van Buitenlandse Zaken te huisvesten.
De Belgische Staat kocht het gebouw in 1847 om er enkele ministeries te huisvesten. In september 1944 vond eerste minister Hubert Pierlot dat het gebouw Wetstraat 18, waar de diensten van de eerste minister tot dan waren gevestigd, te klein was geworden. Hij nam de beslissing om naar de ‘16’ te verhuizen, het gebouw aan de andere kant van de straat. Voor de Tweede Wereldoorlog bevond het kabinet van de eerste minister zich in het huis aan de overzijde van de Hertogstraat, de Wetstraat 18.
Sindsdien is de Wetstraat 16 de officiële zetel van de Belgische regering. In dit gebouw vinden onder meer de wekelijkse ministerraden en de persconferenties van de regering plaats.
Een perszaal voor het perscentrum werd aan het gebouw toegevoegd en in oktober 1994 door toenmalig premier Jean-Luc Dehaene ingewijd.

## Het gebouw
De constructie van het gebouw in neoclassicistische stijl paste in de bouw van de Koninklijke Wijk rond het Warandepark onder leiding van Barnabé Guimard. Het adres verwijst naar de koetspoortingang in de Wetstraat, maar de voornaamste gevel (dertien traveeën) bevindt zich om de hoek in de Hertogsstraat.

### Het kantoor van de eerste minister
In dit kantoor hebben de opeenvolgende eerste ministers hun medewerkers ontvangen, talrijke contacten onderhouden en een groot aantal belangrijke dossiers bestudeerd. Elke eerste minister heeft de inrichting van het kantoor een persoonlijke toets gegeven.

### De Lila-zaal
De naam van de zaal verwijst naar de lilakleurige rand in de zoldering. Na de oorlog, en tot eind jaren zestig, vergaderde de ministerraad in deze zaal. Daarna werd op de tweede verdieping een nieuwe zaal voor de ministerraad ingericht. De Lila-zaal werd dan voor de persconferenties gebruikt. De ministers namen voor de schoorsteen plaats en de journalisten zaten aan de andere kant van de tafel. Vandaag wordt de Lila-zaal voor vergaderingen gebruikt of om gasten te ontvangen.

### De oude ministerraadzaal
De oude ministerraadzaal heeft de lugubere bijnaam 'de doodskist’, een naam die verwijst naar de vorm van de tafel. Ze werd eind jaren zestig gebouwd. Er zijn heel wat zitplaatsen rond de tafel en dat kwam in de jaren zeventig van pas, toen sommige regeringen meer dan 35 ministers telden. Ze wordt nog steeds gebruikt voor vergaderingen met veel deelnemers.

### De ministerraadzaal
De ministerraadzaal werd in november 2007 onder toenmalig premier Guy Verhofstadt in gebruik genomen. Ze bevindt zich op de zolder van het gebouw, waar vroeger de archieven waren. Vandaag doet ze dienst als vergaderzaal voor de ministerraad.
De ministerraad is een van de belangrijkste epicentra van de Belgische politiek. De regeringsleden nemen er collegiaal beslissingen, d.w.z. op basis van een consensus, en ze zijn hoofdelijk aansprakelijk voor de genomen beslissingen. De debatten zijn geheim, maar de beslissingen van de ministerraad worden in officiële perscommuniqués toegelicht.

### De perszaal
De perszaal, bijgenaamd 'de bunker', werd in oktober 1994 door toenmalig premier Jean-Luc Dehaene ingehuldigd. Hier licht de regering de pers in over de beslissingen die tijdens de ministerraad zijn genomen. Deze volledig uitgeruste zaal bevindt zich in de ondergrondse verdiepingen van de Kanselarij.

## Trivia
- 'Wetstraat 16' is ook de naam van een VTM-programma gewijd aan de politiek.